# Myliusia callocyathus
Myliusia callocyathus är en svampdjursart som beskrevs av Gray 1859. Myliusia callocyathus ingår i släktet Myliusia och familjen Euretidae. Inga underarter finns listade i Catalogue of Life.